# OpenSocial
OpenSocial là một tập những API chung nhất để phát triển các ứng dụng cho các mạng xã hội dựa trên web, được phát triển bởi Google cùng với MySpace và một số các mạng xã hội khác. Được phát hành vào tháng 1 năm 2007. Ứng dụng được hiện thực trên các API của OpenSocial sẽ tương thích với bất kỳ mạng xã hội nào hỗ trợ nó, bao gồm các trang như Hi5, MySpace, orkut, Netlog, Sonico.com, Friendster, Ning và Yahoo!.